# Campeonato Pernambucano 2015
In 2015 werd het 101ste Campeonato Pernambucano gespeeld voor voetbalclubs uit de Braziliaanse staat Pernambuco. De competitie werd georganiseerd door de FPF en werd gespeeld van 7 december 2014 tot 3 mei 2015. Omdat Sport, Náutico en Salgueiro deelnamen aan de Copa do Nordeste 2015, speelden zij de eerste fase niet, ook Santa Cruz speelde niet in de eerste fase. Santa Cruz werd kampioen.  

## Eerste fase
| Plaats | Club                  | Wed. | W | G | V | Saldo | Ptn. |
| ------ | --------------------- | ---- | - | - | - | ----- | ---- |
| 1.     | Central               | 14   | 7 | 4 | 3 | 20:12 | 25   |
| 2.     | Serra Talhada         | 14   | 6 | 5 | 3 | 21:12 | 23   |
| 3.     | Vera Cruz             | 14   | 6 | 4 | 4 | 12:14 | 22   |
| 4.     | Atlético Pernambucano | 14   | 4 | 5 | 5 | 19:19 | 17   |
| 5.     | Pesqueira             | 14   | 4 | 5 | 5 | 16:17 | 17   |
| 6.     | Porto                 | 14   | 4 | 5 | 5 | 21:23 | 17   |
| 7.     | Ypiranga              | 14   | 3 | 5 | 6 | 10:13 | 14   |
| 8.     | América do Recife     | 14   | 2 | 7 | 5 | 8:17  | 13   |

|  | Gekwalificeerd voor kampioenengroep tweede fase en Série D 2015 |

## Tweede fase

### Kampioenengroep
| Plaats | Club            | Wed. | W | G | V | Saldo | Ptn. |
| ------ | --------------- | ---- | - | - | - | ----- | ---- |
| 1.     | Sport do Recife | 10   | 8 | 1 | 1 | 19:5  | 25   |
| 2.     | Central         | 10   | 4 | 2 | 4 | 10:10 | 14   |
| 3.     | Santa Cruz      | 10   | 4 | 2 | 4 | 9:11  | 14   |
| 4.     | Salgueiro       | 10   | 3 | 2 | 5 | 10:13 | 11   |
| 5.     | Serra Talhada   | 10   | 3 | 1 | 6 | 10:18 | 10   |
| 6.     | Náutico         | 10   | 2 | 4 | 4 | 11:12 | 10   |

|  | Gekwalificeerd voor knock-outfase |

### Degradatiegroep
| Plaats | Club                  | Wed. | W | G | V | Saldo | Ptn. |
| ------ | --------------------- | ---- | - | - | - | ----- | ---- |
| 1.     | Porto                 | 10   | 6 | 2 | 2 | 18:13 | 20   |
| 2.     | Pesqueira             | 10   | 5 | 2 | 3 | 12:9  | 17   |
| 3.     | Atlético Pernambucano | 10   | 3 | 4 | 3 | 15:14 | 13   |
| 4.     | América do Recife     | 10   | 3 | 4 | 3 | 13:12 | 13   |
| 5.     | Vera Cruz             | 10   | 3 | 3 | 4 | 12:13 | 10   |
| 6.     | Ypiranga              | 10   | 1 | 3 | 6 | 10:19 | 6    |

|  | Degradatie |

## Derde fase
|  | Halve finale | Halve finale | Halve finale |   |           | Finale | Finale | Finale |
|  |              |              |              |   |           |        |        |        |
|  | Sport        | 0            | 1            |   |           |        |        |        |
|  | Salguiero    | 2            | 1            |   |           |        |        |        |
|  | Salguiero    | 2            | 1            |   | Salguiero | 0      | 0      |        |
|  |              |              |              |   | Salguiero | 0      | 0      |        |
|  |              | Santa Cruz   | 0            | 1 |           |        |        |        |
|  | Central      | Santa Cruz   | 0            | 1 | 0         | 4      |        |        |
|  | Central      |              |              |   | 0         | 4      |        |        |
|  | Santa Cruz   | 0            | 2            |   |           |        |        |        |

### Wedstrijd voor de derde plaats
| Team #1 | Tot.  | Team #2 | 1ste wed | 2de wed |
| ------- | ----- | ------- | -------- | ------- |
| Sport   | 5 - 0 | Central | 5 - 0    | 0 - 0   |

## Kampioen
| Campeonato Pernambucano de 2015 |
| Pernambuco                      |
| ------------------------------- |
| SANTA CRUZ Kampioen (28° titel) |